# 전재운
전재운(1981년 3월 18일 ~ )은 대한민국의 은퇴한 축구 선수이다. K리그 승부조작 사건에 연루되어 K리그에서 영구 퇴출되었다.

## 축구인 경력

### 클럽 경력
2002년 자유 계약으로 울산 현대에 입단하였다. 데뷔 시즌부터 리그 22경기에 출전하며 입지를 다졌고 이러한 활약을 바탕으로 2004년까지 꾸준히 출전하였다.
2005 시즌을 앞두고 수원 삼성의 이종민과 트레이드되어 수원으로 이적하였다. 하지만 부상으로 많은 출전 기회를 잡지 못하였고 여름 이적 시장에서 손정탁과 트레이드되어 전북 현대로 이적하였다. 2005 시즌 후반기에는 주전 미드필더로 좋은 활약을 펼쳤으나 2006 시즌 초반 부상을 입어 리그 4경기 출전에 그친 채 시즌을 마무리하였다.
2007년 겨울 이적 시장을 통해 제주 유나이티드로 이적하여 주전으로 활약하였다. 하지만 2009년 박경훈 감독이 부임한 후 주전 자리에서 밀려나자 싱가포르의 홈 유나이티드로 이적하여 1시즌 간 활약하였다.
2011년 K리그 승부조작 사건 당시 승부조작 브로커 역할을 한 것이 발각되어 K리그에서 영구 퇴출되었다.

### 국가대표 경력
청소년 대표팀을 거쳐 2004년 아테네 올림픽을 준비하는 대한민국 U-23 대표팀에 선발되어 예선에서 활약하여 대한민국의 본선 진출에 기여하였다. 올림픽 본선에선 와일드 카드로 같은 포지션의 김남일이 합류하여 최종 명단에는 포함되지 못하였으나 예비 엔트리에 포함되었다.